# Zach Stoppelmoor
Zach Stoppelmoor (Des Moines, 11 mei 1999) is een Amerikaanse langebaanschaatser. De beste afstand van deze sprinter is de 500m.

## Records

### Persoonlijke records
| Afstand     | Tijd     | Datum            | Baan           |
| ----------- | -------- | ---------------- | -------------- |
| 500 meter   | 34,65    | 27 januari 2024  | Salt Lake City |
| 1000 meter  | 1.08,00  | 6 januari 2024   | Salt Lake City |
| 1500 meter  | 1.45,40  | 5 januari 2024   | Salt Lake City |
| 3000 meter  | 4.05,87  | 18 januari 2020  | Salt Lake City |
| 5000 meter  | 6.53.69  | 15 maart 2019    | Calgary        |
| 10000 meter | 14.43,77 | 29 december 2019 | Salt Lake City |

(laatst bijgewerkt: 22 februari 2024)

## Resultaten
| Jaar | WK Sprint                | WK Afstanden                      |
| ---- | ------------------------ | --------------------------------- |
| 2024 | 16e (17e, 10e, 16e, 19e) | 20e 500m 6e teamsprint            |
| 2025 |                          | 18e 500m · 18e 1000m · teamsprint |

(#, #, #, #) = afstandspositie op sprinttoernooi (500m, 1000m, 500m, 1000m).